# Ja nisam odavle
Ja nisam odavle je prvi album beogradskog Zabranjenog pušenja (kasnije poznatog kao No Smoking Orchestra), objavljen 1997. godine. Ukupno trajanje: 47:27.

## Popis pjesama
1. Gile šampion (3:17)
2. Tri ratna havera (5:05)
3. Letimo zajedno (3:37)
4. Nema nigdje nikoga (4:45)
5. Ja nisam odavle (3:39)
6. Ona nije tu (3:08)
7. Ženi nam se Vukota (4:01)
8. Od istorijskog AVNOJ-a (3:56)
9. Sto načina (1:48)
10. Zoka, ja sam trudna (3:16)
11. Ljubav udara tamo gdje ne treba (6:42)
12. Odlazi voz (3:49)